# María Cecilia Ibáñez
María Cecilia Ibáñez (Villa Carlos Paz, Córdoba, Argentina; 19 de febrero de 1965) es una abogada y política argentina de La Libertad Avanza. Es Diputada de la Nación Argentina por Córdoba desde 2023.

## Biografía
Nacida en Villa Carlos Paz, Ibáñez es abogada de la Universidad Nacional de Córdoba.
Fue electa Diputada de la Nación Argentina por Córdoba en las Elecciones legislativas 2023, en el tercer lugar de la lista La Libertad Avanza. En enero de 2024, denunció que defecaron en el suelo de su despacho, noticia ampliamente publicada por la prensa.

## Historial electoral
|  | 0,48 % |

|  | 5,48 % |

|  | 36,86 % |

|  | 21,12 % |

|  | 53,30 % |

|  | 0,67 % |

|  | 33,02 % |